# Cypripedium californicum
Espèce
Classification APG III (2009)
Statut de conservation UICN

 EN B2ab(ii,iii,iv,v) : En danger
Statut CITES
Cypripedium californicum  est une espèce végétale de la famille des Orchidaceae (orchidées).